# Jusuf Haji Nur
Jusuf Haji Nur (som. Yuusuf Xaaji Nuur, zm. 23 czerwca 2019 w Turcji) – somalijski polityk i prawnik. Pełnił funkcję prezydenta Puntlandu od 1 lipca do 14 listopada 2001.
Z wyznania był muzułmaninem. Po tym jak w lipcu 2001 upłynęła kadencja pierwszego prezydenta Puntlandu Abdullahi Yusufa, jako przewodniczący Sądu Najwyższego tymczasowo zajął jego stanowisko do czasu wybrania kolejnego prezydenta. W wyniku wyborów 14 listopada 2001 zastąpił go Jama Ali Jama.